# Argonne (Wisconsin)
Argonne – jednostka osadnicza w Stanach Zjednoczonych, w stanie Wisconsin, w hrabstwie Forest.